# Johann Gottlieb Gleditsch
Johann Gottlieb Gleditsch (5 de febrero de 1714, Leipzig - 5 de octubre de 1786, Berlín) fue un médico, botánico, profesor, farmacéutico, químico alemán.

## Biografía
Entre 1728 a 1735, estudia historia natural y medicina, en la Universidad de Leipzig, y en 1742 obtiene su doctorado en Fráncfort del Óder; y enseña botánica, fisiología, medicina. Luego va a Berlín donde sienta cátedra de botánica y de silvicultura, y dirige el jardín botánico.
En 1746, se le ofreció un sueldo de 2.000 rublos por una posición en el Jardín Botánico de San Petersburgo, cargo que aceptó.
Gleditsch era conocido por su "Berolinense experimentum": en el jardín botánico había una palma femenina, que nunca había dado frutos. Y, en abril de 1749 se trajo de su ciudad natal una palma macho. Así polinizó las flores femeninas de la palma, y así fue la primera vez que dio fruto. Con ese experimento, mostró la reproducción sexual de las plantas.

## Obra
- Systematische Einleitung in der neuere Forstwissenschaft 2 vv. 1774-1775

- Betrachtung über die Beschaffenheit des Bienenstandes in der Mark Brandenburg. Nebst einem Verzeichnisse von Gewächsen aus welchem die Bienen ihren Stoff zum Honig und Wachse einsammeln (La meditación sobre la naturaleza de los colmenares en la Marca de Brandenburgo. Además de recoger los directorios de plantas de las cuales las abejas obtienen su comida para la miel y la cera), Riga [u.a.] 1769

- Vermischte physikalisch-botanisch-ökonomische Abhandlungen (vv. 1, vv. 2, vv. 3, cada texto digitalizado y completo en Archivos de texto alemanes), vv. 4. Hesse, Berlín 1790. 1765-1766

- Systema plantarum a stamimum situ (con descripciones interesantes de diversos hongos) 1764

- Methodus fungorum exhibens genera, species et varietates cum charactere, differentia specifica, synonomis, solo, loco et observationibus 1753

- "Consideratio Epicriseos Siegesbeckianae in Linnaei Systema Plantorum Sexuale Et Methodum Botanicam Huic Superstructam", 1740 - disertación donde Gleditsch reconoce la importancia del sistema linneano.

## Honores
- 1744: miembro pleno de la Academia de Ciencias de Berlín

- miembro de Leopoldina

### Eponimia
Género de árboles
- (Caesalpiniaceae) Gleditsia Carlos Linneo (1707-1778) 1753[2]

- Revista botánica "Gleditschia".[3]

- Berlín-Schöneberg: Av. Gleditschstraße